# Eberhard Schockenhoff

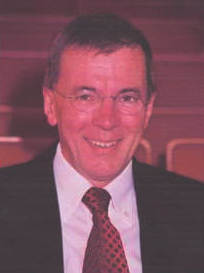
Prof. Dr. Eberhard Schockenhoff

Eberhard Schockenhoff (* 29. März 1953 in Stuttgart; † 18. Juli 2020 in Freiburg im Breisgau) war ein deutscher Moraltheologe und römisch-katholischer Priester.

## Leben
Nach dem Abitur am Friedrich-Schiller-Gymnasium Ludwigsburg studierte Eberhard Schockenhoff von 1972 bis 1979 katholische Theologie an der Eberhard Karls Universität Tübingen und Päpstlichen Universität Gregoriana in Rom, wo er 1978 die Priesterweihe als Priester des Bistums Rottenburg-Stuttgart empfing. 1979 beendete er ein Lizenziatsstudium der Moraltheologie bei Klaus Demmer. Von 1979 bis 1982 war er Vikar in Ellwangen (Jagst) und Stuttgart, anschließend Repetent im Wilhelmsstift in Tübingen. 1986 wurde er zum Dr. theol. bei Alfons Auer promoviert.
Von 1986 bis 1988 war Eberhard Schockenhoff Assistent an der Katholisch-Theologischen Fakultät Tübingen der Universität Tübingen bei Walter Kasper, wo er sich 1989 habilitierte. Von 1990 bis 1994 war er Professor für Moraltheologie an der Universität Regensburg und ab 1994 Professor für Moraltheologie an der Albert-Ludwigs-Universität Freiburg. Von 1992 bis 2004 war er außerdem Geistlicher Assistent der Katholischen Ärztearbeit Deutschland (KÄAD), von 1995 bis 2005 Mitglied der ökumenischen Dialogkommission Church and Justification zwischen dem Lutherischen Weltbund und der katholischen Kirche.
Ab 1996 war Eberhard Schockenhoff Mitglied im Kuratorium des Johann-Adam-Möhler-Institut für Ökumenik in Paderborn und ab 2001 Geschäftsführender Herausgeber der Zeitschrift für medizinische Ethik. Im Jahr 2001 wurde er durch Beschluss des Bundeskabinetts in den Nationalen Ethikrat berufen, 2008 ebenso in das Nachfolgegremium Deutscher Ethikrat, dessen stellvertretender Vorsitzender Schockenhoff von 2008 bis 2012 war. Im Jahr 2012 wurde er erneut berufen.
1998 lehnte er einen Ruf an die Ludwig-Maximilians-Universität München als Nachfolger von Johannes Gründel ab und 2006 lehnte er einen Ruf an die Universität Tübingen als Nachfolger von Gerfried W. Hunold ab.
Ab 2009 war er ordentliches Mitglied der Heidelberger Akademie der Wissenschaften. 2011 war er Unterzeichner des Memorandums „Kirche 2011: Ein notwendiger Aufbruch“. Im Rahmen der Herbstvollversammlung der Deutschen Bischofskonferenz 2016 wurde Schockenhoff zum Präsidenten des Katholischen Akademischen Ausländerdienstes ernannt. Für 2017 wurde ihm der Theologische Preis der Salzburger Hochschulwochen zugesprochen.
Von seiner Schulzeit an war er im Bund Neudeutschland. Er war Mitglied der katholischen Studentenverbindungen AV Albertus Magnus Tübingen (Theologengesellschaft, ursprünglich nur Studenten des Wilhelmsstifts), KStV Alamannia Tübingen im KV und KDStV Hercynia Freiburg im Breisgau im CV.
Sein Bruder war der Politiker Andreas Schockenhoff.
Am 18. Juli 2020 starb er im Alter von 67 Jahren in Freiburg im Breisgau nach einem Sturz in seiner Wohnung an den Folgen des Unfalls.

## Wirken
Schockenhoff forschte vor allem zu speziellen moraltheologischen Fragestellungen wie der theologischen Sichtweise der Stammzellenforschung oder Abtreibung. Darüber hinaus bezog er Stellung zum Naturrecht, zum Verhältnis von menschlicher Freiheit und göttlicher Vorsehung und näherte sich in seinem Buch Wie gewiss ist das Gewissen? dem Thema Gewissen.
Schockenhoff bezeichnete im April 2010 während einer Sendung aus der Reihe Report Mainz die Piusbruderschaft als „rechtsradikalen Sumpf“ und Fall für den Verfassungsschutz. Daraufhin wurde er von der Piusbruderschaft wegen Verleumdung angezeigt. Zudem forderte die Vereinigung den Entzug seiner Lehrberechtigung, nachdem er in einem Interview das Verhältnis der katholischen Kirche zu Homosexuellen kritisiert hatte.
In dem Artikel Guter Hoffnung? in der Frankfurter Allgemeinen Zeitung (FAZ) nahm er im September 2010 zur Zulassung der Präimplantationsdiagnostik (PID) in Deutschland Stellung.
2011 unterzeichnete Schockenhoff das Memorandum Kirche 2011: Ein notwendiger Aufbruch.
In der Diskussion im Juli 2012 um den Umgang mit Katholiken, die nach einer Scheidung wieder heiraten, sah er die Lösung darin, dass „die Kirche die zivile Zweitehe im Vertrauen auf das Gewissensurteil der Betroffenen toleriert und diese nicht länger vom Kommunionempfang ausschließt“. Einen nationalen Alleingang hielt er „nicht für ausreichend, denn es geht um ein Problem der Weltkirche. Aber eine nationale Bischofskonferenz könne den Vorreiter spielen und eventuell die Dinge beschleunigen“.
Im März 2019 forderte Schockenhoff in einem Referat bei der Frühjahrsvollversammlung der Deutschen Bischofskonferenz in Lingen eine Reform der römisch-katholischen Sexualmorallehre.
Schockenhoff war mit Josef Wehrle und Sven van Meegen Herausgeber der Buchreihe Bibel und Ethik.

## Werke (Auswahl)
- Bonum hominis. Die anthropologischen und theologischen Grundlagen der Tugendethik des Thomas von Aquin (= Tübinger theologische Studien. Bd. 28). Matthias-Grünewald-Verlag, Mainz 1987, ISBN 3-7867-1307-3 (Zugleich: Tübingen, Universität, Dissertation, 1986).
- Im Laboratorium der Schöpfung. Gentechnologie, Reproduktionsbiologie und Menschenwürde. Schwabenverlag, Ostfildern 1991, ISBN 3-7966-0687-3.
- Sterbehilfe und Menschenwürde. Die Begleitung zu einem „eigenen Tod“. Pustet, Regensburg 1991, ISBN 3-7917-1297-7.
- Genug Platz für alle? Bevölkerungswachstum, Welternährung und Familienplanung. Schwabenverlag, Ostfildern 1992, ISBN 3-7966-0701-2.
- Ethik des Lebens. Ein theologischer Grundriss. Matthias-Grünewald-Verlag, Mainz 1993, ISBN 3-7867-1720-6.
- Bevölkerungspolitik und Familienplanung in der Dritten Welt. Eine ethische Perspektive (= Berichte aus den Sitzungen der Joachim-Jungius-Gesellschaft der Wissenschaften e. V. Jg. 14, H. 3). Vandenhoeck & Ruprecht, Göttingen 1996, ISBN 3-525-86290-3.
- Naturrecht und Menschenwürde. Universale Ethik in einer geschichtlichen Welt. Matthias-Grünewald-Verlag, Mainz 1996, ISBN 3-7867-1899-7.
- Zur Lüge verdammt? Politik, Medien, Justiz, Wissenschaft und die Ethik der Wahrheit. Herder, Freiburg (Breisgau) u. a. 2000, ISBN 3-451-27369-1.
- Krankheit, Gesundheit, Heilung. Wege zum Heil aus biblischer Sicht (= Topos-plus-Taschenbücher. Bd. 406). Pustet, Regensburg 2001, ISBN 3-7867-8406-X.
- Wie gewiss ist das Gewissen? Eine ethische Orientierung. Herder, Freiburg (Breisgau) u. a. 2003, ISBN 3-451-27696-8.
- Grundlegung der Ethik. Ein theologischer Entwurf. Herder, Freiburg (Breisgau) u. a. 2007, ISBN 978-3-451-28938-5.
- Theologie der Freiheit. Herder, Freiburg (Breisgau) u. a. 2007, ISBN 978-3-451-29701-4.
- mit Christiane Florin: Gewissen. Eine Gebrauchsanleitung. Herder, Freiburg (Breisgau) u. a. 2009, ISBN 978-3-451-30118-6.
- Chancen zur Versöhnung? Die Kirche und die wiederverheirateten Geschiedenen. Herder, Freiburg (Breisgau) u. a. 2011, ISBN 978-3-451-34117-5.
- Ethik des Lebens. Grundlagen und neue Herausforderungen. Herder, Freiburg (Breisgau) u. a. 2. Auflage, 2013, ISBN 978-3-451-30758-4.
- Entschiedenheit und Widerstand. Das Lebenszeugnis der Märtyrer. Herder, Freiburg (Breisgau) u. a. 2015, ISBN 978-3-451-33650-8.
- Kein Ende der Gewalt? Friedensethik für eine globalisierte Welt. Herder, Freiburg (Breisgau) u. a. 2018, ISBN 978-3-451-37812-6.
- Frieden auf Erden? Weihnachten als Provokation. Herder, Freiburg (Breisgau) u. a. 2019, ISBN 978-3-451-38546-9.
- Die Kunst zu lieben: Unterwegs zu einer neuen Sexualethik. Herder, Freiburg (Breisgau) u. a. 2021, ISBN 978-3-451-83975-7 (484 S., posthum).